# Skoby, Sigtuna kommun
Skoby är en bebyggelse öster om E4 nordost om tätorten Rosersberg i Norrsunda socken i Sigtuna kommun. Från 2015 avgränsar SCB här en småort.